# Секирник
Секирник (мкд. Секирник) је насеље у Северној Македонији, у југоисточном делу државе. Секирник је у саставу општине Босилово.

## Географија
Секирник је смештен у југоисточном делу Северне Македоније. Од најближег града, Струмице, насеље је удаљено 12 km источно.
Насеље Секирник се налази у историјској области Струмица. Насеље је положено у средишњем делу плодног Струмичког поља. Јужно од насеља протиче река Струмица. Надморска висина насеља је приближно 220 метара.
Месна клима је блажи облик континенталне због близине Егејског мора (жарка лета).

## Становништво
Секирник је према последњем попису из 2021. године имао 871 становника.
| Национални састав према попису из 2021.‍ | Национални састав према попису из 2021.‍ | Национални састав према попису из 2021.‍ | Национални састав према попису из 2021.‍ | Национални састав према попису из 2021.‍ |
| --------------------------------------- | --------------------------------------- | --------------------------------------- | --------------------------------------- | --------------------------------------- |
|                                         |                                         |                                         |                                         |                                         |
| Македонци                               | Македонци                               |                                         | 801                                     | 91,9%                                   |
| непописани                              | непописани                              |                                         | 68                                      | 7,8%                                    |

Претежна вероисповест месног становништва је православље, мањинска гркокатолицизам.